# Chromis durvillei
Chromis durvillei là một loài cá biển thuộc chi Chromis trong họ Cá thia. Loài này được mô tả lần đầu tiên vào năm 2010.

## Từ nguyên
Từ định danh durvillei được đặt theo tên của nhà ngư học Patrick Durville, làm việc tại Thủy cung Saint-Gilles trên đảo Réunion (nơi mà mẫu định danh được thu thập), người đã thu thập 10 mẫu vật của loài cá này khi chúng nổi lên mặt nước sau một vụ phun trào núi lửa vào năm 2007.

## Phạm vi phân bố
C. durvillei mới chỉ được tìm thấy tại đảo Réunion ở Tây Nam Ấn Độ Dương. Mẫu định danh lớn nhất trong số các mẫu được thu thập và có chiều dài cơ thể đo được là 7,6 cm.
Số gai ở vây lưng: 13; Số tia vây ở vây lưng: 12–13; Số gai ở vây hậu môn: 2; Số tia vây ở vây hậu môn: 11–13; Số gai ở vây bụng: 1; Số tia vây ở vây bụng: 5.

## Sinh thái học
Thức ăn của C. durvillei có lẽ là động vật phù du. Cá đực có tập tính bảo vệ và chăm sóc trứng; trứng có độ dính và bám vào nền tổ.